# Ідеальний друг
«Ідеальний друг» — кінофільм режисера Франсіса Жіро, що вийшов на екрани в 2005 році.

## Зміст
Жюльєн Россі опам'ятовується на лікарняному ліжку. У нього провал в пам'яті довжиною в два місяці. І саме цей час виявився досить багатим на зміни: сам герой тепер живе разом з коханкою, а дружина пішла до його товариша. Ніхто не може пояснити, що відбувалося останнім часом, і героєві доведеться самому в усьому розбиратися.

## Ролі
| Актор                      | Роль |
| -------------------------- | ---- |
| Антуан де Кон              | -    |
| Жан-Пьер Лори              | -    |
| Кароль Буке                | -    |
| Мартіна Гедек              | -    |
| Марі-Франс Пізье           | -    |
| Клод Міллер                | -    |
| Мирей Руссель              | -    |
| Ханнс Цишлер               | -    |
| Мария Кристина Мастранжели | -    |
| Эммануэль Гуильон          | -    |

## Знімальна група
- Режисер — Франсіс Жіро
- Сценарист — Філіп Кугран, Франсіс Жіро, Мартін Зутер
- Продюсер — Юмбер Бальсан, Жан-Марі Жіндро
- Композитор — Лорен Петіджерард